# Episodi di Touch (seconda stagione)
La seconda e ultima stagione della serie televisiva Touch, composta da 13 episodi, è stata trasmessa in prima visione assoluta negli Stati Uniti da Fox dall'8 febbraio al 10 maggio 2013.
In Italia, la stagione è stata trasmessa in prima visione sul canale satellitare Fox dal 22 aprile al 15 luglio 2013.
| nº | Titolo originale  | Titolo italiano          | Prima TV USA     | Prima TV Italia |
| -- | ----------------- | ------------------------ | ---------------- | --------------- |
| 1  | Event Horizon     | L'orizzonte degli eventi | 8 febbraio 2013  | 22 aprile 2013  |
| 2  | Closer            | Il rapimento             | 8 febbraio 2013  | 29 aprile 2013  |
| 3  | Enemy of My Enemy | Oltre il confine         | 15 febbraio 2013 | 6 maggio 2013   |
| 4  | Perfect Storm     | La tempesta perfetta     | 22 febbraio 2013 | 13 maggio 2013  |
| 5  | Eye to Eye        | La fuga                  | 1º marzo 2013    | 20 maggio 2013  |
| 6  | Broken            | Lo scambio               | 8 marzo 2013     | 27 maggio 2013  |
| 7  | Ghosts            | Fantasmi                 | 15 marzo 2013    | 3 giugno 2013   |
| 8  | Reunions          | Destini incrociati       | 22 marzo 2013    | 10 giugno 2013  |
| 9  | Clockwork         | Corsa contro il tempo    | 29 marzo 2013    | 17 giugno 2013  |
| 10 | Two of a Kind     | La prossima vittima      | 5 aprile 2013    | 24 giugno 2013  |
| 11 | Accused           | Sotto accusa             | 26 aprile 2013   | 1º luglio 2013  |
| 12 | Fight or Flight   | Lottare o fuggire        | 3 maggio 2013    | 8 luglio 2013   |
| 13 | Leviathan         | Il cerchio si chiude     | 10 maggio 2013   | 15 luglio 2013  |